# Trachyaphthona punctata
Trachyaphthona punctata là một loài bọ cánh cứng trong họ Chrysomelidae. Loài này được Kimoto miêu tả khoa học năm 1996.